# Onni Hallstén
Pour les articles homonymes, voir Hallsten.
Gustaf Onni Immanuel Hallstén (né le 5 janvier 1858 à Vaasa et mort le 26 octobre 1937 à Helsinki) est un homme politique finlandais.

## Biographie
Les parents de Onni Hallsten sont Alexander Gustaf Julius Hallsten et Sofia Wihelmina Westerman.
Onni Hallsten est entré à l'université d'Helsinki en 1875 et a obtenu un baccalauréat en philosophie en 1880 et un diplôme de professeur de gymnastique en 1884.
Onni Hallsten a travaillé comme professeur de mathématiques et de physique dans les écoles d'Helsinki, Vaasa et Hämeenlinna jusqu'en 1884, puis il a été professeur de mathématiques et de physique au Collège finlandais de troisième cycle d'Helsinki de 1884 à 1921 et à l'École finlandaise de filles d'Helsinki en tant que professeur de mathématiques et de physique de 1887 à 1918.
La carrière de Onni Hallsten dans le secteur des assurances a commencé en tant qu'inspecteur d'État des assurances en 1901-1918. Il a ensuite été inspecteur en chef de l'assurance sociale du Conseil de la protection sociale de 1918 à 1923, chef du département des assurances du ministère des Affaires sociales (inspecteur en chef des assurances) de 1923 à 1931 et directeur par intérim du département des assurances du ministère des Affaires sociales.
Il est inspecteur en chef de 1931 à 1933.
Onni Hallsten a reçu le titre de chancelier (fi) en 1925.
Onni Hallsten a pris sa retraite le 31 août 1933, après un total de 52 ans au service du gouvernement.
Onni Hallstén s'est marié en 1892 à la Ilmi Hallsten, future députée. Leurs enfants sont Rauno Kallia et Armi Hallstén-Kallia.

## Carrière politique
Hallsten était représentant du clergé à la Diète de Finlande en 1899 et 1900.
Plus tard, il fut député du Parti finlandais en 1908-1910 et 1911-1917, représentant la circonscription d'Uusimaa. Il fut président de la commission des affaires du travail du Parlement en 1909 et président de la commission des finances en 1914.
Hallsten était membre des conseils de surveillance de la Kansallis-Osake-Pankki, des compagnies d'assurance-vie Hankkija et Keskinäinen, ainsi que des conseils d'administration de Pellervo-Seura (fi), d'une école supérieure de commerce et de Tapaturmavakuutus Oy Kullervo.